# Казаков, Валерий Николаевич (физиолог)
Валерий Николаевич Казаков (15 января 1938 — 5 мая 2019) — академик АМН Украины, Заслуженный деятель науки и техники Украины, доктор медицинских наук, профессор, заведующий кафедрой физиологии, ректор Донецкого национального медицинского университета им. М. Горького (1985—2010). Герой Украины (2008).

## Биография
Родился 15 января 1938 года в семье служащего в г. Белыничи Могилёвской области Белорусской ССР.
В 1955 году поступил на лечебный факультет Винницкого медицинского института и с первых лет посвятил себя углублённому изучению физиологии.
После окончания аспирантуры в 1966 году успешно защитил кандидатскую диссертацию, а в 1971 году — докторскую.
С 1966 по 1970 годы В. Н. Казаков — ассистент, а затем доцент кафедры физиологии Винницкого медицинского института. В 1970 году был избран заведующим кафедрой Кемеровского, а в 1972 году — Донецкого медицинского института. На возглавляемых им кафедрах формировалось новое направление по изучению функций головного мозга.
С 1975 по 1985 годы — проректор по научной работе ДонМИ, а с сентября 1985 года — ректор Донецкого медицинского университета. За время его работы в должности ректора медицинского института, одного из крупнейших вузов Украины, институт приобрёл статус университета (15 июня 1994 года), а позднее — статус национального (28 августа 2007 года).
Под руководством В. Н. Казакова проводилась большая организаторская работа по укомплектованию вуза опытными научно-педагогическими кадрами, переоснащению научного и учебного процесса. Он уделял большое внимание внедрению научных достижений в практику здравоохранения, повышению качества обучения, подготовке научно-педагогических кадров. В плодотворной многогранной научной, педагогической и общественной деятельности помогали его личные качества — мудрость, гибкость в решении сложных проблем, природный талант, целеустремленность, принципиальность и человеческое обаяние.
Автор 575 научных работ, среди которых 18 монографий, 4 учебника, 11 изобретений, 43 работы опубликованы за рубежом. Один из основателей физиологической школы Донбасса. Под его руководством выполнено 7 докторских и 28 кандидатских диссертаций.
Более 20 лет плодотворно работал в составе редакционной коллегии журнала «Нейрофизиологии» АН Украины. Член редакционных советов ряда журналов МЗ Украины, являлся основателем и главным редактором журнала «Архив клинической и экспериментальной медицины» Минздрава Украины. В. Н. Казаков возглавлял специализированный Совет по защите докторских и кандидатских диссертаций в ДонНМУ.
Был дважды женат. Имел детей и внука.
В 2010 году был освобождён с занимаемой должности приказом МОЗ Украины.

## Награды и звания
- Звание Герой Украины (с вручением ордена Державы, 14.01.2008 — за выдающиеся личные заслуги перед Украиной в развитии здравоохранения, подготовку высококвалифицированных медицинских специалистов и многолетнюю плодотворную научную и педагогическую деятельность).
- Награждён орденом «За заслуги» II (август 2006) и III (январь 1998) степеней.
- Знак отличия Президента Украины — юбилейная медаль «20 лет независимости Украины» (19 августа 2011 года)[2]
- Почётные грамоты Кабинета Министров Украины (ноябрь 2000, январь 2003).
- Лауреат премий имени А. А. Богомольца (1982) и имени В. П. Комиссаренко (2000) НАН Украины.
- Член международного комитета по изучению мозга (ИБРО) при ЮНЕСКО.
- Заслуженный деятель науки и техники Украины (1991).